# إنريكي أندريو
إنريكي أندريو (بالإسبانية: Quique Andreu)‏ (20 أكتوبر 1967 ببلنسية في إسبانيا - ) هو لاعب كرة سلة إسباني في مركز الوسط، شارك في بطولة أمم أوروبا لكرة السلة 1989 وبطولة أمم أوروبا لكرة السلة 1991 والألعاب الأولمبية الصيفية 1988 والألعاب الأولمبية الصيفية 1992 وبطولة كأس العالم لكرة السلة 1990.

## وصلات خارجية
- إنريكي أندريو على موقع الاتحاد الدولي لكرة السلة (الإنجليزية)
- إنريكي أندريو على موقع الدوري الإسباني لكرة السلة (الإسبانية)
- إنريكي أندريو على موقع كرة السلة الأوروبية.كوم (الإنجليزية)
- إنريكي أندريو على موقع ريلجم (الإنجليزية)
- إنريكي أندريو على موقع بروبوليرز (الإنجليزية)
- إنريكي أندريو على موقع سبورتس رفرنس (الإنجليزية)
- إنريكي أندريو على موقع أوليمبيديا (الإنجليزية)